# Jean-Baptiste Courtois
Pour les articles homonymes, voir Courtois.
Jean-Baptiste Courtois est un chimiste et un salpêtrier né à Plombières-lès-Dijon le 31 août 1748, issu d'une famille de cordonniers.

## Biographie
Il se maria avec Marie Blé et fut le père de Bernard Courtois qui découvrit la morphine et l'iode.
Il était préparateur du cours de chimie que Louis-Bernard Guyton-Morveau professait à Dijon et on lui doit l'emploi du carbonate de zinc dans la peinture, pour remplacer le carbonate de plomb.

« L'emploi du carbonate de zinc dans la peinture, pour remplacer le carbonate de plomb, était dû à Jean-Baptiste Courtois, de Dijon, préparateur du cours de chimie de Guyton de Morveau, père de Bernard Courtois, à qui l'on doit la découverte de l'iode. Cette pensée, communiquée par Courtois à son illustre patron, devint pour Guyton de Morveau le sujet d'un mémoire présenté à l'Académie de Dijon en 1782. Mais le prix assez élevé du zinc à relie époque ne permit, pas de donner à cette heureuse idée tous les développements qu'elle méritait. Elle fut reprise, en 1796, par le chimiste anglais Atkinson, puis en 1808 par Mollerat. En 1842, elle devint l'objet d'un brevet d'invention pris au nom de M. Rouquette. Enfin, plus récemment, deux mémoires présentés à l'Académie des sciences, l'un par M. Mathieu, l'autre par M. Jean Leclaire, montrèrent tout le parti que l'industrie et les arts pouvaient tirer de cette substitution. À partir de 1845, la cause du blanc de zinc fut gagnée et prit le caractère d'une découverte doublement importante sous le rapport des avantages de ce produit dans la peinture, comme au point de vue hygiénique. »

— Journal de Pharmacie et de Chimie - Société de pharmacie de Paris
Jean-Baptiste Courtois avait été, l’un des premiers, à créer une nitrière artificielle, c'est-à-dire un lieu de production de nitrate de potassium ou salpêtre utilisé notamment pour la fabrication de la poudre à canon. Nitrière qu’il exploita durant de longues années.
Vers 1805, la société de Jean-Baptiste Courtois était en train de faire faillite et il fut mis en prison de par ses dettes, jusqu'en 1807. Bernard Courtois, son fils, s'occupa de sa famille et de la société jusqu'à ce que Jean-Baptiste Courtois soit libéré. Peu de détails sont disponibles sur ce que deviendra Jean-Baptiste Courtois après sa libération.